# De Correspondent
De Correspondent és una plataforma digital neerlandesa que publica notícies que no acostumen a aparèixer als mitjans de comunicació convencionals. Va ser fundada el setembre de 2013 després de batre el rècord mundial de recaptació de diners mitjançant la tècnica del micromecenatge: el projecte va aconseguir més d'un milió d'euros que van aportar al voltant de 15.000 mecenes en només vuit dies. És un diari lliure de publicitat que es finança només amb el diners que paguen els subscriptors de la plataforma.

## Història
L'any 2010 el filòsof Rob Wijnberg va ser anomenat cap de redacció de nrc.next, l'edició matinal del NRC Handelsblad, el principal diari dels Països Baixos. Wijnberg va voler canviar la manera de fer del diari a partir de la publicació de notícies sobre fets no tan espectaculars com els que apareixen als mitjans de comunicació convencionals, però que tenen més influència en la vida diària de les persones. Després de dos anys a nrc.next, Wijnberg va ser acomiadat del diari perquè la direcció no estava d'acord amb els canvis que havia introduït.
Amb Wijnberg també van marxar del diari alguns subscriptors que no estaven d'acord amb l'acomiadament. Inspirat per aquest grapat de persones, l'ex-cap de redacció del nrc.next, al costat d'alguns amics i ex-companys de feina, va contactar amb Momkai, una agència creativa per a empreses. De la trobada en va sorgir De Correspondent, un projecte que pretenia transformar el periodisme del segle XXI. Alguns intel·lectuals i escriptors neerlandesos coneguts van confirmar la seva col·laboració amb el diari. Els números no només van ser aconseguits sinó que es van superar: 18.933 mecenes van aportar el seu gra de sorra en la campanya i es va superar el milió d'euros de recaptació. De Correspondent va aconseguir el rècord mundial de recol·lecta de diners en una campanya de micromecenatge.
El diari digital va ser estrenat al setembre de 2013 sota la direcció del mateix home que va engegar el projecte, Rob Wijnberg. Al cap de sis mesos de la creació, De Correspondent ja havia superat els 24.000 subscriptors i l'article més popular tenia més de 203.000 visites d'usuaris únics.

## Com funciona el mitjà
De Correspondent és un diari lliure de publicitat que s'administra a partir dels diners que recapta dels subscriptors. El 95% dels beneficis són destinats a millorar la plataforma digital, no a beneficis personals. Els subscriptors del diari no són només lectors passius dels articles, sinó que també poden participar del que s'hi diu. Segons l'editor de De Correspondent Ernst-Jan Pfautht, no es tracta de subscriptors sinó de “membres” dels diari.
A més del director Rob Wijnberg, compta amb onze redactors que treballen a jornada completa. També té 15 corresponsals fora dels Països Baixos. La seu del diari és en un antic laboratori de la companyia petroliera Royal Dutch Shell a les ribes de l'estany IJ, a Amsterdam.